# Lista dos clubes campeões de todos os principais títulos nacionais e internacionais de futebol
Este artigo traz a Lista dos clubes campeões de todos os principais títulos nacionais e internacionais de futebol.
Para entrar nesse seleto grupo de "campeões de tudo", o clube já deve ter conquistado ao menos uma edição dos títulos listados abaixo, com a observação da "alternatividade" em relação à conquista mundial:
| Nível nacional                               | Nível continental                                             | Nível mundial |
| -------------------------------------------- | ------------------------------------------------------------- | --- |
| - Campeonato (1ª divisão) - Copa - Supercopa | - Copa principal[a][b] - Copa secundária[c][d] - Supercopa[e] | - Mundial de Clubes FIFA (quadrienal), Copa Intercontinental FIFA, Copa do Mundo de Clubes FIFA ou Copa Intercontinental |

- a. ^ Principal competição da América do Sul: Campeonato Sul-Americano de Campeões (1948) e Copa Libertadores da América (1960 - atualmente);
- b. ^ Principal competição da Europa: UEFA Champions League (1955 - atualmente);
- c. ^ Segunda principal competição da América do Sul: Supercopa Libertadores (1988 - 1997), Copa Merconorte/Copa Mercosul (1998 - 2001)[nota 1] e  Copa Sul-Americana (2002 - atualmente).[2][3] Apesar de também ser considerada antecessora da Copa Sul-Americana, a extinta Copa CONMEBOL é apontada como uma competição de terceiro escalão no continente, dado que não dava vaga na Recopa Sul-Americana (enquanto esta estava sendo disputada), e por isso não é contabilizada aqui.[4]
- d. ^ Segunda principal competição da Europa: Cup Winners' Cup (1960 - 1999) e UEFA Europa League (1971 - atualmente).[nota 2] UEFA Europa Conference League e a extinta Taça Intertoto da UEFA são consideradas competições de terceiro escalão no continente e por isso não estão contabilizadas aqui.
- e. ^ Na América do Sul, a Recopa Sul-Americana (1989 - 1998; 2003 - atualmente), e na Europa, a UEFA Supercup (1973 - atualmente).

Tais títulos possuem fórmula e sistema classificatório seguidos pelos principais polos do futebol mundial. Eventualmente, podem existir outros certames além do quadro acima, inclusive de maior peso que as supercopas. Como exemplo, a "Copa da Liga", competição entre os melhores da liga/campeonato nacional, presente no calendário de tradicionais federações da Europa, mas inexistente no Brasil. 
Por isonomia entre as federações nacionais e confederações continentais, copas "intercontinentais" (nível intermediário entre continental e mundial) ou "binacionais" (intermediárias entre os níveis nacional e continental) não são consideradas. Deste primeiro cenário, cite-se a extinta Copa Interamericana; do segundo, a Copa das Ligas, torneio entre clubes estadunidenses e mexicanos.
Com a fundação da Copa do Mundo de Clubes da FIFA, em 2000 (mas que teve regularidade anual a partir de 2005), todos os continentes passaram a ter um time-representante lutando pelo status de campeão mundial. Em 2017, a FIFA deu o reconhecimento de competição mundial a Copa Intercontinental (1960 - 2004), antiga disputa entre europeus e sul-americanos. Em 2024, a entidade renomeou e reformou sua competição mundial anual, que passou a chamar-se Copa Intercontinental da FIFA e ter novo chaveamento. Em 2025, será inaugurado o Mundial de Clubes FIFA, um torneio quadrienal. 

## Lista de clubes campeões de tudo
Até o primeiro semestre de 2024, apenas 16 clubes lograram este feito, sendo 11 europeus e 5 sul-americanos:
| Europa - Bayern de Munique - Chelsea - Liverpool - Manchester United - Manchester City - Barcelona - Real Madrid - Juventus - Milan - Ajax - Porto | América do Sul - Boca Juniors - River Plate - Flamengo - São Paulo - Olimpia |

Abaixo, uma tabela com informações sobre a temporada/ano em que os clubes conquistaram pela primeira vez estes títulos (em ordem de ingresso).
- Nota: Em negrito a última dessas conquistas (ou seja, quando de fato o clube entrou para o seleto grupo de "campeões de tudo")

| #  | Clube             | Primeiras conquistas de nível nacional | Primeiras conquistas de nível nacional | Primeiras conquistas de nível nacional | Primeiras conquistas de nível continental    | Primeiras conquistas de nível continental | Primeiras conquistas de nível continental | 1ª conquista de nível mundial           |
| #  | Clube             | Campeonato                             | Copa                                   | Supercopa                              | Copa principal                               | Copa secundária                           | Supercopa                                 | 1ª conquista de nível mundial           |
| -- | ----------------- | -------------------------------------- | -------------------------------------- | -------------------------------------- | -------------------------------------------- | ----------------------------------------- | ----------------------------------------- | --------------------------------------- |
| 1  | Milan             | Campeonato Italiano de 1901            | Coppa Italia de 1966-67                | Supercopa Italiana de 1988             | Taça dos Clubes Campeões Europeus de 1962–63 | Taça dos Vencedores de Taças de 1967–68   | Supercopa Europeia de 1989                | Copa Intercontinental de 1969           |
| 2  | Ajax              | Eredivisie de 1917–18                  | Copa KNVB de 1916–17                   | Supercopa dos Países Baixos de 1993    | Taça dos Clubes Campeões Europeus de 1970–71 | Taça dos Vencedores de Taças de 1986–87   | Supercopa Europeia de 1973                | Copa Intercontinental de 1972           |
| 3  | Juventus          | Campeonato Italiano de 1905            | Coppa Italia de 1937-38                | Supercopa Italiana de 1995             | Taça dos Clubes Campeões Europeus de 1984–85 | Copa da UEFA de 1976–77                   | Supercopa Europeia de 1984                | Copa Intercontinental de 1985           |
| 4  | Manchester United | Campeonato Inglês de 1907–08           | Copa da Inglaterra de 1908–09          | Supercopa da Inglaterra de 1908        | Taça dos Clubes Campeões Europeus de 1967–68 | Taça dos Vencedores de Taças de 1990–91   | Supercopa Europeia de 1991                | Copa Intercontinental de 1999           |
| 5  | Real Madrid       | La Liga de 1931–32                     | Copa do Rei de 1905                    | Supercopa da Espanha de 1988           | Taça dos Clubes Campeões Europeus de 1955–56 | Copa da UEFA de 1984–85                   | Supercopa da UEFA de 2002                 | Copa Intercontinental de 1960           |
| 6  | Porto             | Campeonato Português de 1934–35        | Taça de Portugal 1955–56               | Supertaça de Portugal de 1981          | Taça dos Clubes Campeões Europeus de 1986–87 | Copa da UEFA de 2002–03                   | Supercopa Europeia de 1987                | Copa Intercontinental de 1987           |
| 7  | Barcelona         | La Liga de 1929                        | Copa do Rei de 1910                    | Supercopa da Espanha de 1983           | Taça dos Clubes Campeões Europeus de 1991–92 | Taça dos Vencedores de Taças de 1978–79   | Supercopa Europeia de 1992                | Copa do Mundo de Clubes da FIFA de 2009 |
| 8  | Bayern de Munique | Campeonato Alemão de 1931–32           | Copa da Alemanha de 1956–57            | Supercopa da Alemanha de 1987          | Taça dos Clubes Campeões Europeus de 1973–74 | Taça dos Vencedores de Taças de 1966–67   | Supercopa da UEFA de 2013                 | Copa Intercontinental de 1976           |
| 9  | River Plate       | Campeonato Argentino de 1920           | Copa Argentina 2015-16                 | Supercopa Argentina de 2017            | Copa Libertadores da América de 1986         | Supercopa Libertadores 1997               | Recopa Sul-Americana de 2015              | Copa Intercontinental de 1986           |
| 10 | Boca Juniors      | Campeonato Argentino de 1919           | Copa Argentina 1969                    | Supercopa Argentina de 2018            | Copa Libertadores da América de 1977         | Supercopa Libertadores 1989               | Recopa Sul-Americana de 1990              | Copa Intercontinental de 1977           |
| 11 | Liverpool         | Campeonato Inglês de 1900–01           | Copa da Inglaterra de 1964–65          | Supercopa da Inglaterra de 1964        | Taça dos Clubes Campeões Europeus de 1976–77 | Copa da UEFA de 1972–73                   | Supercopa Europeia de 1977                | Copa do Mundo de Clubes da FIFA de 2019 |
| 12 | Flamengo          | Campeonato Brasileiro de 1980          | Copa do Brasil de 1990                 | Supercopa do Brasil de 2020            | Copa Libertadores da América de 1981         | Copa Mercosul de 1999                     | Recopa Sul-Americana de 2020              | Copa Intercontinental de 1981           |
| 13 | Club Olimpia      | Campeonato Paraguaio de 1912           | Copa do Paraguai de 2021               | Supercopa do Paraguai de 2021          | Copa Libertadores da América de 1979         | Supercopa Libertadores 1990               | Recopa Sul-Americana de 1991              | Copa Intercontinental de 1979           |
| 14 | Chelsea           | Campeonato Inglês de 1954-55           | Copa da Inglaterra de 1969-70          | Supercopa da Inglaterra de 1955        | Liga dos Campeões da UEFA de 2011–12         | Taça dos Vencedores de Taças de 1970–71   | Supercopa da UEFA de 1998                 | Copa do Mundo de Clubes da FIFA de 2021 |
| 15 | Manchester City   | Campeonato Inglês de 1936-37           | Copa da Inglaterra de 1903-04          | Supercopa da Inglaterra de 1937        | Liga dos Campeões da UEFA de 2022–23         | Taça dos Vencedores de Taças de 1969–70   | Supercopa da UEFA de 2023                 | Copa do Mundo de Clubes da FIFA de 2023 |
| 16 | São Paulo         | Campeonato Brasileiro de 1977          | Copa do Brasil de 2023                 | Supercopa do Brasil de 2024            | Copa Libertadores da América de 1992         | Supercopa Libertadores de 1993            | Recopa Sul-Americana de 1993              | Copa Intercontinental de 1992           |

- Outros três clubes, todos sul-americanos, foram campeões da principal e da secundária disputa continental, da supercopa continental e de algum certame mundial, mas não ganharam ao menos um dos certames nacionais fixados:  Independiente,  Vélez Sarsfield e  Internacional.[1] Considerando a Copa CONMEBOL, o  Santos também se enquadra neste grupo.

### Clubes campeões em competição mundial organizada pela FIFA e dos seis principais títulos nacionais/continentais atuais
| # | Clube             | Nível nacional                | Nível nacional                | Nível nacional                  | Nível internacional                          | Nível internacional            | Nível internacional          | Copa do Mundo de Clubes da FIFA              |
| # | Clube             | Campeonato                    | Copa                          | Supercopa                       | Copa principal                               | Copa secundária                | Supercopa                    | Copa do Mundo de Clubes da FIFA              |
| - | ----------------- | ----------------------------- | ----------------------------- | ------------------------------- | -------------------------------------------- | ------------------------------ | ---------------------------- | -------------------------------------------- |
| 1 | Bayern de Munique | Campeonato Alemão de 1931–32  | Copa da Alemanha de 1956–57   | Supercopa da Alemanha de 1987   | Taça dos Clubes Campeões Europeus de 1973–74 | Copa da UEFA de 1995–96        | Supercopa da UEFA de 2013    | Copa do Mundo de Clubes da FIFA de 2013      |
| 2 | Real Madrid       | La Liga de 1931–32            | Copa do Rei de 1905           | Supercopa da Espanha de 1988    | Taça dos Clubes Campeões Europeus de 1955–56 | Copa da UEFA de 1984–85        | Supercopa da UEFA de 2002    | Copa do Mundo de Clubes da FIFA de 2014      |
| 3 | Manchester United | Campeonato Inglês de 1907–08  | Copa da Inglaterra de 1908–09 | Supercopa da Inglaterra de 1908 | Taça dos Clubes Campeões Europeus de 1967–68 | Liga Europa da UEFA de 2016–17 | Supercopa Europeia de 1991   | Copa do Mundo de Clubes da FIFA de 2008      |
| 4 | Liverpool         | Campeonato Inglês de 1900–01  | Copa da Inglaterra de 1964–65 | Supercopa da Inglaterra de 1964 | Taça dos Clubes Campeões Europeus de 1976–77 | Copa da UEFA de 1972–73        | Supercopa Europeia de 1977   | Copa do Mundo de Clubes da FIFA de 2019      |
| 5 | Chelsea           | Campeonato Inglês de 1954-55  | Copa da Inglaterra de 1969-70 | Supercopa da Inglaterra de 1955 | Liga dos Campeões da UEFA de 2011–12         | Liga Europa da UEFA de 2012–13 | Supercopa da UEFA de 1998    | Copa do Mundo de Clubes da FIFA de 2021      |
| 6 | São Paulo         | Campeonato Brasileiro de 1977 | Copa do Brasil de 2023        | Supercopa do Brasil de 2024     | Copa Libertadores da América de 1992         | Copa Sul-Americana de 2012     | Recopa Sul-Americana de 1993 | Campeonato Mundial de Clubes da FIFA de 2005 |

### Nacional, continental e mundial no mesmo ano
Quinze times venceram o campeonato nacional, a principal copa continental e um certame mundial em uma mesma temporada. Esta tríplice coroa ocorreu 27 vezes.
1. Peñarol (1961 e 1982)
2. Santos (1962 e 1963)
3. Internazionale (1965 e 2010)
4. Nacional (1971 e 1980)
5. Ajax (1972 e 1995)
6. Olimpia (1979)
7. River Plate (1986)
8. Estrela Vermelha (1991)
9. Manchester United (1999 e 2008)
10. Boca Juniors (2000 e 2003)
11. Bayern Munique (2001, 2013 e 2020)
12. Porto (2004)
13. Barcelona (2009, 2011 e 2015)
14. Real Madrid (2017 e 2024)
15. Manchester City (2023).

Fonte: Caio Brandão (2016). futebolportenho.com.br